# Sanja Jovanović
Sanja Jovanović (Dubrovnik, Yugoslavia, 15 de septiembre de 1986) es una deportista croata que compitió en natación, especialista en el estilo espalda.
Ganó dos medallas en el Campeonato Mundial de Natación en Piscina Corta de 2008, tres medallas en el Campeonato Europeo de Natación entre los años 2004 y 2012, y nueve medallas en el Campeonato Europeo de Natación en Piscina Corta entre los años 2007 y 2015.

## Palmarés internacional
| Campeonato Mundial en Piscina Corta | Campeonato Mundial en Piscina Corta | Campeonato Mundial en Piscina Corta | Campeonato Mundial en Piscina Corta |
| Año                                 | Lugar                               | Medalla                             | Prueba                              |
| ----------------------------------- | ----------------------------------- | ----------------------------------- | ----------------------------------- |
| 2008                                | Mánchester (Reino Unido)            | Medalla de oro                      | 50 m espalda                        |
| 2008                                | Mánchester (Reino Unido)            | Medalla de bronce                   | 100 m espalda                       |
| Campeonato Europeo                  |                                     |                                     |                                     |
| Año                                 | Lugar                               | Medalla                             | Prueba                              |
| 2004                                | Madrid (España)                     | Medalla de bronce                   | 200 m espalda                       |
| 2008                                | Eindhoven (Países Bajos)            | Medalla de bronce                   | 50 m espalda                        |
| 2012                                | Debrecen (Hungría)                  | Medalla de plata                    | 50 m espalda                        |
| Campeonato Europeo en Piscina Corta |                                     |                                     |                                     |
| Año                                 | Lugar                               | Medalla                             | Prueba                              |
| 2007                                | Debrecen (Hungría)                  | Medalla de oro                      | 50 m espalda                        |
| 2007                                | Debrecen (Hungría)                  | Medalla de plata                    | 100 m espalda                       |
| 2008                                | Rijeka (Croacia)                    | Medalla de oro                      | 50 m espalda                        |
| 2008                                | Rijeka (Croacia)                    | Medalla de oro                      | 100 m espalda                       |
| 2009                                | Estambul (Turquía)                  | Medalla de oro                      | 50 m espalda                        |
| 2009                                | Estambul (Turquía)                  | Medalla de plata                    | 100 m espalda                       |
| 2010                                | Eindhoven (Países Bajos)            | Medalla de oro                      | 50 m espalda                        |
| 2012                                | Chartres (Francia)                  | Medalla de plata                    | 50 m espalda                        |
| 2015                                | Netanya (Israel)                    | Medalla de bronce                   | 50 m espalda                        |